# Großglockner-Hochalpenstraße

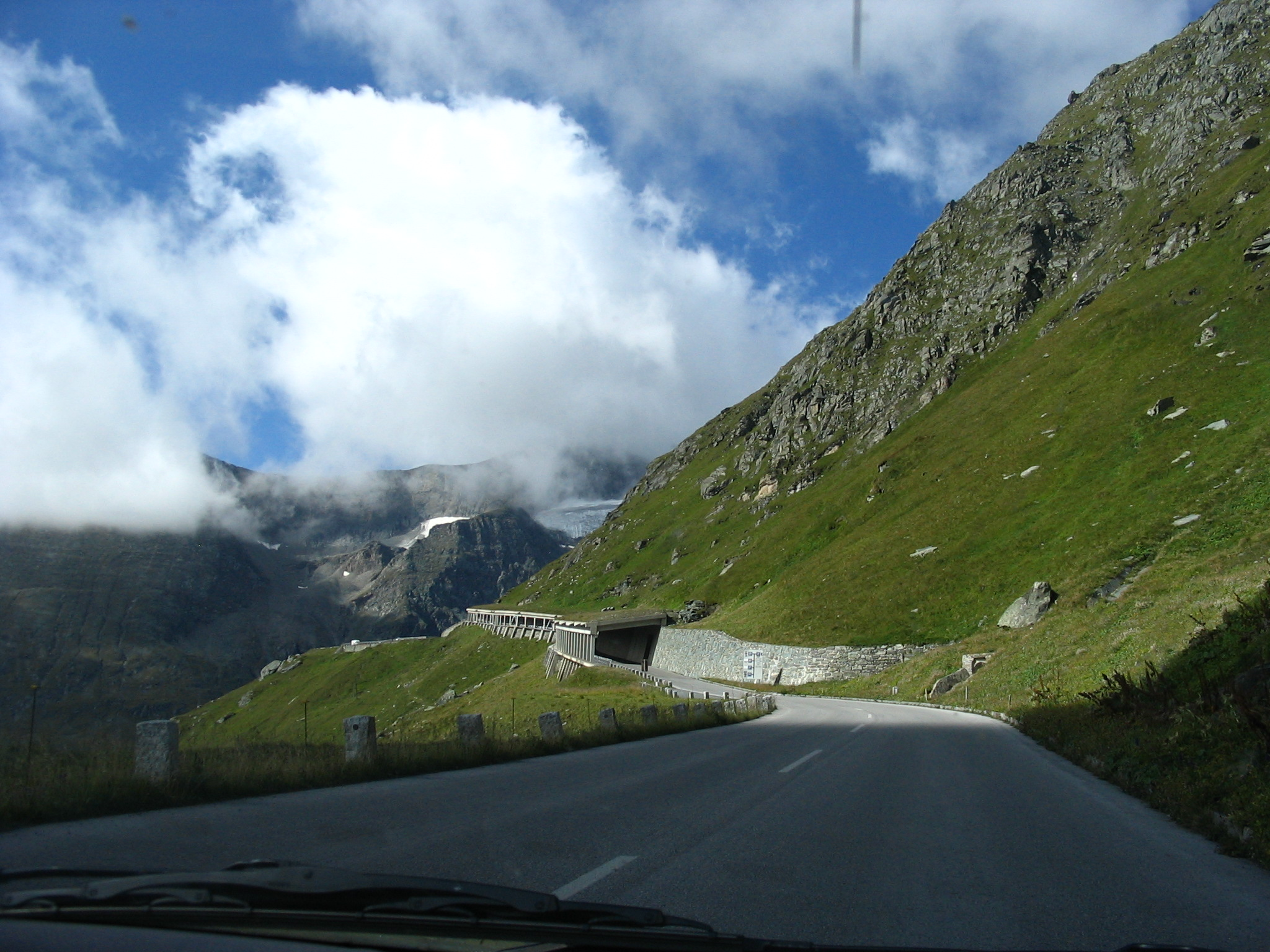
Vista della strada dalla Hochtor

La Großglockner Hochalpenstraße ("Strada alpina del Großglockner") è una strada montana privata che attraversa l’omonima zona montuosa tra le regioni austriache della Carinzia e di Salisburgo, nel cuore del Parco nazionale degli Alti Tauri nelle Alpi austriache. È la strada alpina più famosa d'Europa, divenuta una delle mete automobilistiche e motociclistiche più popolari del continente sin dalla sua apertura nel 1935, consentendo di ammirare da vicino, lungo il suo percorso, la vicina vetta del Großglockner, la cima più alta dell'Austria.

## Descrizione

### Storia
All'inizio del XX secolo portava il nome dell'imperatrice Sissi (si chiamava Kaiserin Elisabeth - GlocknerStrasse), la quale insieme al marito l'imperatore Francesco Giuseppe visitò il luogo durante il viaggio in Carinzia a settembre del 1856. Soggiornarono nel vicino paese di Heiligenblut am Großglockner e salirono fino al ghiacciaio Pasterze.
Elisabetta si trattenne presso la Wallner-Sennhütte, che oggi non esiste più: al suo posto c'è la "Pasterzenhaus". Una piazzetta, dove l'imperatrice riposò, in sua memoria prende il nome di "Elisabethruhe" ("riposo di Elisabetta"). Vi sorge ora l'albergo di montagna "Glocknerhaus", una popolare meta turistica. Nel punto raggiunto da Francesco Giuseppe venne eretto un monumento che lo rappresenta non da giovane, ma come è rimasto impresso nell'immaginario collettivo: un vecchio uomo con i tipici folti baffi.
Durante gli anni del secondo conflitto mondiale il numero di visitatori crollò, mentre le strutture furono danneggiate a causa dell'uso militare. Solo a metà degli anni '50 fu raggiunto nuovamente il numero di visitatori ante guerra (circa 375.000 persone all'anno); nel frattempo la proprietà aveva già progettato il potenziamento della struttura con allargamento della sede stradale e del raggio dei tornanti e l'ampliamento dei parcheggi. I lavori furono portati a termine negli anni 60. Ulteriori investimenti nelle tecnologie spartineve consentirono ad allungare il periodo di apertura, il che permise alla società di estinguere i debiti nel 1980.

### Costruzione
La via era utilizzata già nell'antichità, come testimoniano i numerosi ritrovamenti archeologici, ma in epoca asburgica era caduta in disuso ed era divenuta terreno di caccia privato della casa reale. Dopo il 1920 si iniziò a discutere della costruzione di una strada ad uso turistico, ma inizialmente il suo ideatore Franz Wallack trovò scarso consenso. Solo alla fine del decennio, con l'appoggio del governatore Franz Rehrl, il progetto ricevette la spinta definitiva fino all'avvio del cantiere nel 1930.

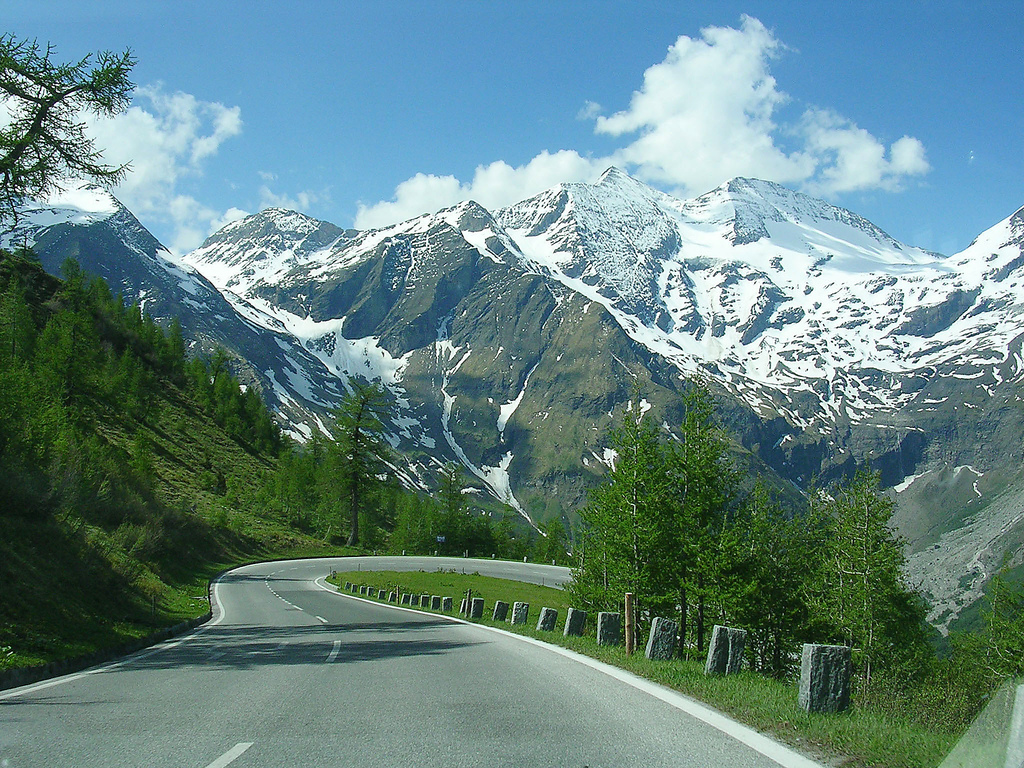

Grazie alla costruzione di questa imponente opera pubblica il governo austriaco poté contrastare la crisi mondiale del 1929, incrementando l'occupazione. Il 19 febbraio 1931 venne fondata la società Grossglockner Hochalpenstrassen SpA che ancora oggi possiede l'opera. Alla fine del 1931 fu ultimato un primo tratto di 30,2 km. La strada fu festosamente inaugurata il 3 agosto 1935 dal suo ideatore che ne percorse l'intero tracciato, peraltro non ancora lastricato, a bordo di un veicolo Steyr. Le spese di costruzione complessive, attualizzate ai valori odierni, ammontavano a un totale di 56,8 milioni di euro.

### Percorso
La strada inizia presso la locanda “Lukashansl” nella località di Bruck im Salzach e arriva sino ad Heiligenblut am Großglockner dopo 47 km e 36 tornanti, a 2.504 m di altitudine, con 1250 m di dislivello circa. Lungo il tracciato sono presenti 12 punti di informazione, mostre, aree giochi e tematiche, ristoranti e punti panoramici. 8 km prima dell'arrivo la diramazione detta "Gletscherstraße" porta sotto alla vetta del Grossglockner a al Centro visitatori Quota-Imperatore-Franz-Josef.

### Pedaggio
Il pagamento del percorso avviene tramite due caselli posti alle due estremità del tracciato. Oltre ai biglietti giornalieri, è possibile acquistare abbonamenti fino a 30 giorni. Inoltre, i caselli fungono da blocco di accesso nelle ore notturne e per l'intero periodo invernale.

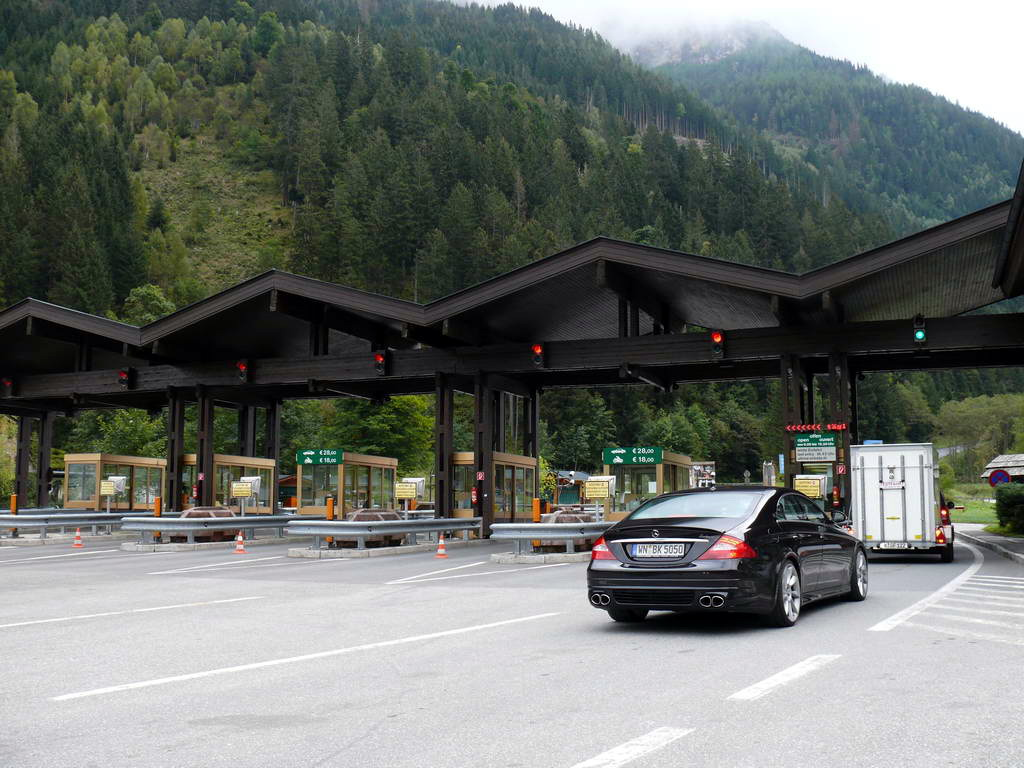
Il casello di Ferleiten

### Punti di interesse
Lungo il tracciato stradale ci sono 12 punti di interesse con sentieri didattici, viste panoramiche, ristoranti:
- Piffkar 1.620 m
- Hochmais 1.850 m
- Casa Alpine Naturschau (dello spettacolo della natura alpina) 2.260 m
- Punta Edelweiss 2.571 m
- Fuscher Törl 2.428 m
- Punto informativo sui rapaci 2.320 m
- Laghetto Fusch 2.262 m
- Sentiero istruttivo sulla geologia 2.290 m
- Hochtor 2.504 m
- Schöneck 1.953 m
- Centro-visitatori alla Quota-Imperatore-Franz-Josef 2.369 m
- Punto informativo Kasereck 1.911 m

Il principale centro di interesse è il Centro visitatori Quota-Imperatore-Franz-Josef, situato sotto la cima del Grossglockner e al ghiacciaio Pasterze. Ospita un parcheggio multipiano, un museo sulla storia dell'automobilismo e mostre sull'alta montagna. Da esso, inoltre, si dirama una galleria ("Sentiero Gamsgruben") che conduce sul ghiacciaio e che al suo interno illustra con le opere dell'artista Michaela Fink e la leggenda del ghiacciaio Pasterze: un gruppo di ricchi contadini miscredenti fu sterminato da un temporale e le loro spoglie pietrificate diedero nome ai rilievi circostanti. Dal piazzale antistante il parcheggio parte la funicolare Gletscherbahn che conduce i visitatori direttamente ai piedi del ghiacciaio.

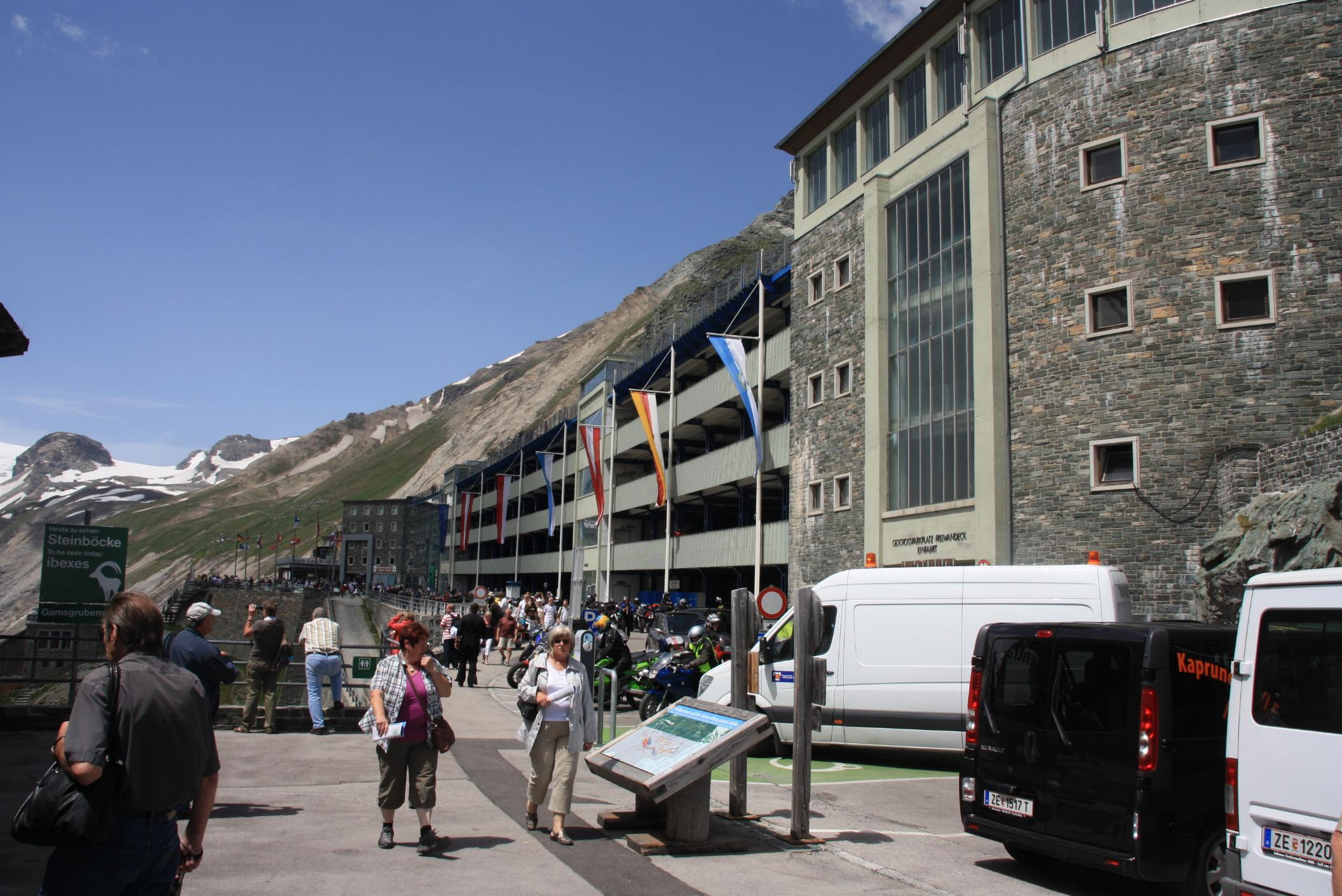
Il centro visitatori Kaiser Franz-Josef Höhe

### Manifestazioni sportive
Lo scenario naturale e l'ardita struttura del percorso sono spesso utilizzate per manifestazioni sportive non solo automobilistiche. Il Giro d'Italia vi è transitato in due occasioni:
- 1971, 17ª tappa Tarvisio-Grossglockner, vinta da Pierfranco Vianelli;
- 2011, 13ª tappa, Spilimbergo-Grossglockner, vinta da José Rujano.